# Человек из Балангоды

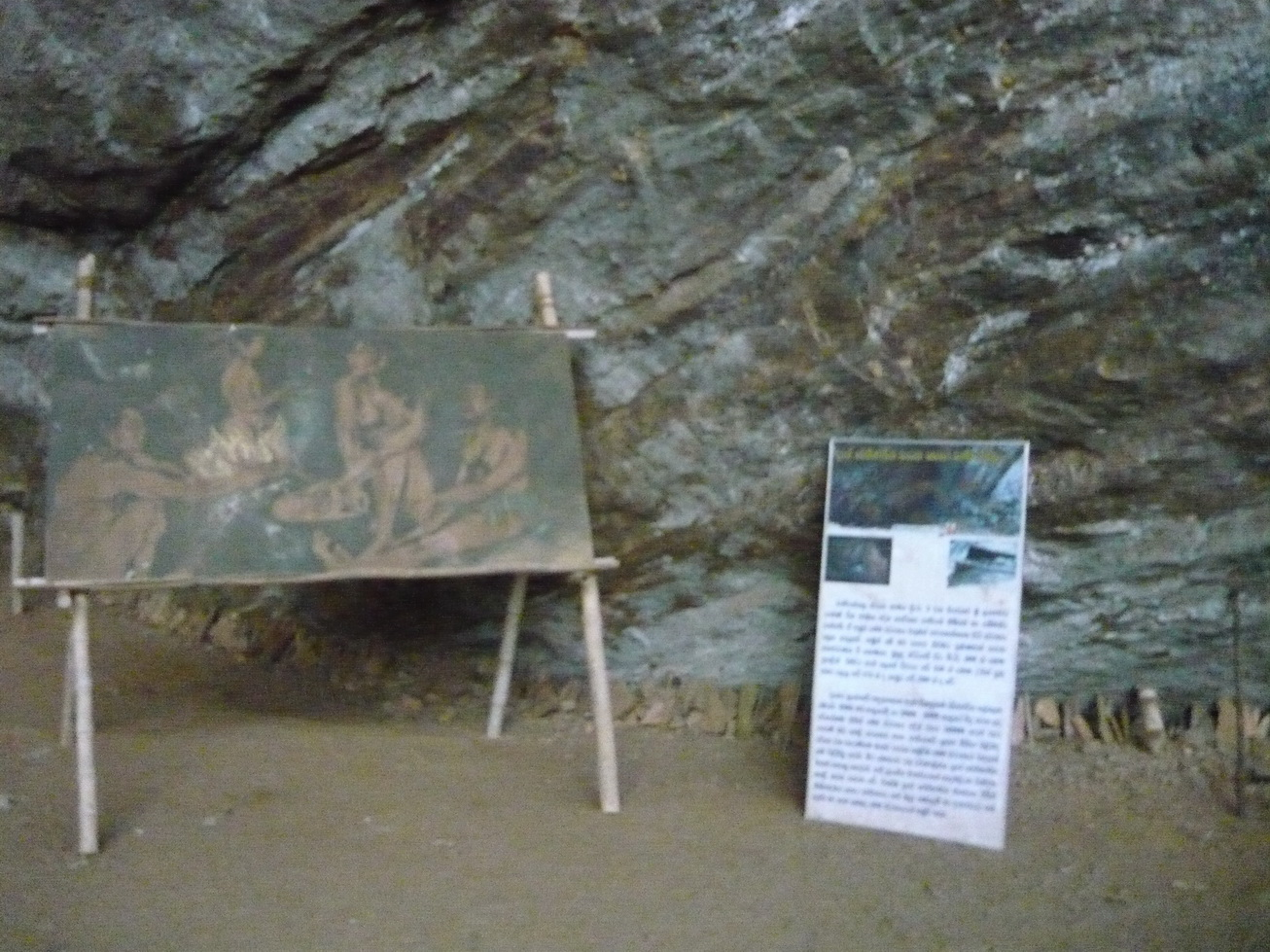
Изображение человека из Балангоды

Человек из Балангоды — это анатомически современный человек из Балангоды, заселивший Шри-Ланку около 34 000 лет назад.

## Происхождение
Существует свидетельство присутствия палеолитических предков человека (Homo erectus) на Шри-Ланке около 300 000 лет назад и, возможно, даже 500 000 лет назад. Существует убедительные доказательства доисторических поселений на Шри-Ланке около 125 000 лет назад.
Обнаруженные останки антропологически современного человека относятся к культуре второго периода каменного века, который, скорей всего, перешёл в железный век на Шри-Ланке примерно около 1000 года до н. э. Эта мезолитическая культура известна как культура Балангода.
В 1955 году останки скелетов доисторического человека в пещере Батадомбалена (Batadombalena cave) нашёл палеонтолог и зоолог Дераниягала. В 1981 году были обнаружены более полные скелеты. Рост взрослого балангодского человека оценивается в 174 см для мужчин и 166 см для женщин. Кости крепкие, кости черепа толстые, выдающиеся надбровные дуги, маленький нос, тяжелые челюсти и короткая шея.
Инструментарий людей из Балангоды состоит из геометрических микролитов, в том числе небольших, длиной до 4 см, отщепов кварца и (изредка) кремнистого сланца, обработанного под лунообразную, треугольную или трапециевидную форму. Сиран Упендра Дераниягала, бывший генеральный директор по археологии Шри-Ланки, утверждает, что такие геометрические микролиты в Европе были характерны для периода мезолита и впервые появились всего лишь 12 000 лет назад, поэтому было неожиданно обнаружить на Шри-Ланке гораздо более древние микролиты — в частности, которые были изготовлены 31000 лет назад (Батадомбалена), 28 000 лет назад (две прибрежных стоянки в Бундале) и около 30 000 лет назад (Белилена).

## Сельское хозяйство
Человек из Балангоды по-видимому, ответственен за создание Хортонских равнин в центральной гористой части острова, сжигая деревья для поимки дичи. Однако, открытие следов овса и ячменя на этих равнинах, датируемых примерно 15 000 г. до н. э. показывает, что они также, возможно, занимались сельским хозяйством..
Скелетные останки собак из пещеры Нилгала, а также из Белланбанди-Паласса, относящиеся к эпохе мезолита, около 4500 года до н. э., позволяют предположить, что балангодские люди, вероятно, держали у себя домашних собак, чтобы загонять дичь. Отмечается, что Сингальская гончая и кадарская собака, имеют общего доисторического предка. Также люди этой культуры, возможно, смогли одомашнить птиц, проживавших в джунглях, свиней, водных буйволов и дикого быка (предка ланкийского домашнего рогатого скота, вымершего в 1940-х годах).

## Список доисторических стоянок и пещер
- Белилена — Китулгала
- Вавула Пэйне — Ратнапура
- Батадомбалена — Курувита
- Пещера Фа Хьен — Калутара
- Белланбанди Паласса — Пансадара Чена, Балангода
- Хортонские равнины
- Доравака Лена — Кегалле